# مارکو ویسکونتی (فیلم ۱۹۴۱)
مارکو ویسکونتی (ایتالیایی: Marco Visconti) یک فیلم درام تاریخی ایتالیایی به کارگردانی ماریو بنارد است که در سال ۱۹۴۱ منتشر شد. از بازیگران آن می‌توان به کارلو نینچی، آلبرتو کاپوتسی، نینو مارکتی، روبرتو ویلا و ماریه‌لا لوتی اشاره کرد.